# Mohammadabad (Ghazipur)
Mohammadabad – miasto w północnych Indiach w stanie Uttar Pradesh, na Nizinie Hindustańskiej.
Populacja miasta w 2001 roku wynosiła 30 234 mieszkańców.